# Agneta Jönssdotter
Agneta Jönssdotter, död 1672, var en svensk som blev avrättad för häxeri. Hon var den enda av flera åtalade som avrättades i Lima socken under det stora oväsendet.
Efter den stora häxprocessen i Mora 1669 spred sig ryktet i Dalarnas bygder om att häxor förde bort barn till Blåkulla. Oroliga föräldrar kontaktade myndigheterna och krävde att utpekade misstänkta skulle förhöras, vilket ledde till att häxprocesser uppkom i Orsa, Rättvik, Leksand, Lima och Stora Tuna de följande åren. 
Agneta Jönssdotter beskrivs som Halffvar Jonsons hustru i Långestrandh. Hon var känd för trolldom och åtalades vid tinget för trolldom, signeri och för att ha farit till Blåkulla. Hon nekade till anklagelserna. Efter två rannsakningar uppges hon frivilligt ha erkänt att hon använt signeri för att bota trollskott; hon bekände slutligen också att hon hade flugit till Blåkulla och dit fört med sig sin son 
Måns, 17 år, och en flicka vid namn Ingeborg från Sälen. Ingeborg bekräftade detta och avlade samma bekännelse för egen del. 
Hon dömdes till döden i tingsrätten. Domen hänvisades till högre rätt, och dödsdomen bekräftades 25 mars 1672 med orden "Agneta Jönss dotter kan ifrån Lijfstraffet icke befrijas, utan skall androm vahnartigom till Sky och Varhnagell halsshuggas och å båhle brännas". Ingeborg från Sälen benådades till en mildare dom.